# Budaun (distrikt)
Budaun (alternativt Badaun) är ett distrikt i den indiska delstaten Uttar Pradesh, och hade 3 069 426 invånare år 2001 på en yta av 5 168 km². Det gör en befolkningsdensitet på 594 inv/km². Den administrativa huvudorten är staden Budaun. De dominerande religionerna i distriktet är Hinduism (78,26 %) och Islam (21,33 %). Politiskt utgör distriktet valkrets till Lok Sabha, och detta mandat har innehafts av Samajwadi Party ända sedan detta parti började kandidera här 1996.

## Administrativ indelning
Distriktet är indelat i sex kommunliknande enheter, tehsils:
- Bilsi, Bisauli, Budaun, Dataganj, Gunnaur, Sahaswan

## Städer
Distriktets städer är huvudorten Budaun samt Allapur, Babrala, Bilsi, Bisauli, Dataganj, Faizganj, Gawan, Gulariya, Gunnaur, Islamnagar, Kachhla, Kakrala, Kunwargaon, Mundia, Rudayan, Sahaswan, Saidpur, Sakhanu, Ujhani, Usawan, Usehat och Wazirganj.
Urbaniseringsgraden låg på 18,15 procent år 2001.